# Świneczka karłowata
Świneczka karłowata, świnia karłowata (Porcula salvania) – gatunek ssaka z rodziny świniowatych (Suidae).

## Taksonomia
Gatunek i rodzaj po raz pierwszy opisał Hodgson w 1847 roku. W Mammalian Species of the World takson ten jest klasyfikowany w rodzaju świnia (Sus). Badania genetyczne wykazały jednak, że takson ten powinien zostać ponownie umieszczony w monotypowym rodzaju Porcula.

## Wygląd
Wysokość do 30 cm - najmniejszy przedstawiciel swojej rodziny. Waga do 12 kg. Charakterystyczny pas długiej sierści na grzbiecie.

## Występowanie
Południowe Himalaje - Indie, Nepal, Bhutan. Gatunek zagrożony wyginięciem.